# Gesundheitsholding Lüneburg
Die Gesundheitsholding Lüneburg ist eine Gesellschaft, unter deren Dach neun Firmen im Bereich Gesundheitswesen in der Region Lüneburg stehen.

## Geschichte
Im Jahr 2006 begann das Land Niedersachsen damit, die Landeskrankenhäuser zu veräußern. Im Zuge dessen entschloss sich die Stadt Lüneburg auf Basis eines parteiübergreifenden Konsens, das städtische Krankenhaus selbst zu erwerben. In der Folge schlossen sich mehrere kommunale Dienstleister im Gesundheitssektor im Jahr 2007 zur Gesundheitsholding Lüneburg zusammen. Zum Zeitpunkt der Gründung bestand die Holding aus fünf Akteuren: neben dem Klinikum selbst waren dies die Psychiatrische Klinik, das Kurzentrum, die Tagesklinik am Kurpark und der Klinikum Service. Nach dem Beitritt der Städtisches Pflegezentrum gGmbH, der Orthoklinik, dem Fitnessdienstleister sports & friends und des Ambulanzzentrums im Jahr 2012 sind inzwischen neun Institutionen unter dem Dach der Gesundheitsholding Lüneburg vereint.

## Die Gesellschaft
Die Gesundheitsholding ist eine hundertprozentige Tochter der Hansestadt Lüneburg, Aufsichtsratsvorsitzende ist Claudia Kalisch (Bündnis 90/Die Grünen), Oberbürgermeisterin der Hansestadt Lüneburg. Die Gesellschaft ist mit rund 3600 Mitarbeitern einer der größten Arbeitgeber der Region. Das Leitthema der Gesellschaft lautet "Hand in Hand für Ihre Gesundheit".

### Struktur
- Gesundheitsholding Lüneburg
  - Klinikum Lüneburg
    - Service Plus Lüneburg: Infrastrukturelle Dienstleistungen, wie Transport, Reinigung, Spieseversorgung
    - Ambulanzzentrum Lüneburg
    - Reha-Zentrum Lüneburg

  - Psychiatrische Klinik Lüneburg
  - Städtisches Pflegezentrum Lüneburg
    - Ambulanter Psychiatrischer Pflegedienst
    - Seniorenzentrum "Alte Stadtgärtnerei"

  - Orthoklinik Lüneburg
  - Salztherme Lüneburg
    - Sports & Friends Lüneburg: Fitnessstudio, der SaLü angeschlossen

Unter dem Namen "Fundskerle" unterstützt der Förderkreis der Gesundheitsholding Lüneburg die Gesellschaft in ihrer Arbeit. Der Förderkreis wurde im Jahr 2014 gegründet.

### Ausbildung
Im Zuge der Reform der Pflegeausbildung im Rahmen des Pflegeberufegesetzes im Jahr 2020 ging die Gesundheitsholding Lüneburg eine Kooperation mit den berufsbildenden Schulen und weiteren Einrichtungen der Region ein. Im Zuge dieser Zusammenarbeit sollten die neuen Vorgaben bei der Ausbildung von Pflegefachfrauen und -männern umgesetzt werden, um umfassende Kenntnisse in verschiedenen Einsatzbereichen zu vermitteln.